# Diplom-Pädagoge
Diplom-Pädagoge (Abk. Dipl.-Päd.) ist in Deutschland die Bezeichnung für Hochschulabsolventen eines erziehungswissenschaftlichen Studiums verschiedener Humanwissenschaften mit dem akademischen Abschlussgrad eines Diploms.

## Universitäre Ausbildung
In Deutschland wurden die Studiengänge auf das internationale Bachelor-/Mastersystem umgestellt, womit der Abschluss immer seltener vergeben wird. In Österreich ist die Bezeichnung ein Diplomgrad, der nach Abschluss einer Berufspädagogischen oder Pädagogischen Akademie (ab 1. Oktober 2007 in Pädagogische Hochschulen übergeführt) mit Abschluss eines mindestens sechssemestrigen Studiums (180 ECTS) verliehen wurde (siehe österr. BGBl. II Nr. 2/2000).
An den meisten deutschen Universitäten dauerte das Regelstudium zum Diplompädagogen zehn Semester, wobei nach vier Semestern ein Vordiplom abgelegt werden muss. Das erste Staatsexamen eines Lehramtsstudiums (Universität) oder ein Bachelor der Vermittlungswissenschaften kann das Vordiplom mit Einschränkungen ersetzen und den Einstieg in das sechssemestrige Hauptstudium vorbereiten.
Der Studiengang integriert, je nach Universitätsschwerpunkt Nachbardisziplinen wie Psychologie, Soziologie, Psychoanalyse, Philosophie. Ferner wird im Hauptstudium eine der Studienrichtungen wie Schulpädagogik, Sozialpädagogik, Heil- und Sonderpädagogik, Erwachsenen- und Weiterbildung und Geragogik gewählt. An einigen Universitäten können auch verschiedene fachliche Erweiterungen, wie beispielsweise in den Fachdidaktiken Wirtschaft/Politik oder ähnliches studiert werden.
An künstlerischen Hochschulen kann auch ein Titel wie Diplom-Instrumental-Pädagoge erworben werden. Tätigkeitsfelder liegen dann im musikpädagogischen Bereich, vor allem im Unterrichten eines Musikinstrumentes.

## Österreich
In Österreich wurde die Standesbezeichnung Dipl.-Päd. während der Amtszeit von Bundesministerin Elisabeth Gehrer nachträglich an Absolventen des 3-jährigen Lehrganges zum Volks- und Hauptschullehrer an Pädagogischen Akademien verliehen.